# Manuel Schmid (sciatore)
Manuel Schmid (9 febbraio 1993) è un ex sciatore alpino tedesco.

## Biografia
Specialista delle prove veloci originario di Fischen im Allgäu e attivo dal dicembre del 2008, in Coppa Europa Schmid ha debuttato il 2 marzo 2010 a Sarentino in discesa libera, senza completare la prova, e ha colto due podi: il primo il 2 febbraio 2017 a Hinterstoder nella medesima specialità (3º), l'ultimo il 22 febbraio seguente a Sarentino sempre in discesa libera (3º). Ha debuttato in Coppa del Mondo il 16 dicembre 2017 in Val Gardena in discesa libera (16º) e ai Campionati mondiali a Åre 2019, sua unica presenza iridata, dove si è classificato 32º nella discesa libera e non ha completato il supergigante; in Coppa del Mondo ha ottenuto il miglior piazzamento il 18 gennaio 2020 a Wengen in discesa libera (13º) e ha preso per l'ultima volta il via il 7 marzo 2021 a Saalbach-Hinterglemm in supergigante (27º), ultima gara della sua carriera: infortunatosi nell'estate dello stesso anno, non è più tornato alle competizioni e ha annunciato il ritiro due anni dopo. Non ha preso parte a rassegne olimpiche.

## Palmarès

### Coppa del Mondo
- Miglior piazzamento in classifica generale: 103º nel 2019

### Coppa Europa
- Miglior piazzamento in classifica 24º nel 2017
- 2 podi:
  - 2 terzi posti

### South American Cup
- Miglior piazzamento in classifica 4º nel 2019
- 1 podio:
  - 1 vittoria

#### South American Cup - vittorie
| Data              | Località    | Paese | Specialità |
| ----------------- | ----------- | ----- | ---------- |
| 11 settembre 2018 | El Colorado | Cile  | SG         |

Legenda:

SG = supergigante

### Campionati tedeschi
- 5 medaglie:
  - 2 argenti (discesa libera nel 2012; supergigante nel 2018)
  - 3 bronzi (supergigante nel 2010; discesa libera, supergigante nel 2021)